# Fitch-Gletscher
Der Fitch-Gletscher ist ein Gletscher in den Admiralitätsbergen des ostantarktischen Viktorialands. Er fließt entlang Ostseite der McGregor Range zum Man-o-War-Gletscher.
Der United States Geological Survey kartierten ihn anhand von Luftaufnahmen der United States Navy zwischen 1960 und 1962. Das Advisory Committee on Antarctic Names benannte den Gletscher 1964 nach Leutnant E. E. Fitch von der US-Navy, medizinischer Offizier auf der Hallett-Station im Jahr 1963.